# Notoligotrichum crispulum
Notoligotrichum crispulum là một loài Rêu trong họ Polytrichaceae. Loài này được (Hook. f. & Wilson) G.L. Sm. mô tả khoa học đầu tiên năm 1971.